# Un médico rural

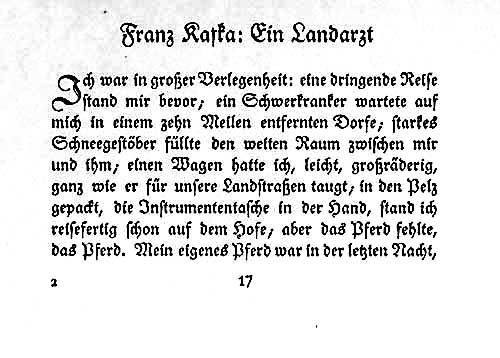
Primera impresión de la historia en Die neue Dichtung. Ein Almanach (1917)

Un médico rural es un cuento de Franz Kafka. Fue escrito en 1917 y publicado por primera vez en Die neue Dichtung. Ein Almanach  por Kurt Wolff Verlag. Dio nombre a la colección de cuentos homónima de Kafka, publicada en 1920, en la que se incluyó junto a otros trece textos en prosa.
Kafka escribió el cuento mientras se encontraba viviendo con su hermana Ottla en la casa número 22 del Callejón de oro (en checo: Zlatá ulička) en Praga.

## Trama
Un médico rural de edad avanzada es llamado  durante la noche para atender a un paciente gravemente enfermo, que se encuentra a una distancia de 10 millas. Mientras la criada Rosa intenta encontrar un caballo para pedir prestado en el pueblo, ya que el suyo murió en el “invierno helado”, él permanece de pie en su patio, a merced de la nieve. Cuando Rosa regresa sin caballo, el médico, perplejo, patea la puerta de la pocilga en su propiedad supuestamente vacía. Un misterioso mozo de cuadra aparece desde el interior y le proporciona dos caballos fuertes para su vehículo, pero poco después besa groseramente a Rosa cuando ella intenta entregarle un arnés, dejándole dos filas de marcas rojas de sus dientes en la mejilla. Después de ser reprendido con poca convicción por médico, el extraño engancha los animales al carro. El médico se sube y el coche se aleja a toda velocidad, mientras el médico oye cómo la puerta principal, tras la que se ha encerrado la desdichada Rosa, se hace añicos bajo la embestida del hombre, quien viola a Rosa. En muy poco tiempo y sin ser dirigidos, los caballos recorren la larga distancia y llevan al médico a una granja, donde es conducido hasta un niño postrado en cama. Sólo después de reiteradas peticiones de los padres y de la hermana, el médico, indeciso, que también piensa en el destino de Rosa, descubre la dolencia del niño: una herida rosada “del tamaño de la palma de la mano” en el costado, con gusanos del grosor de un dedo. Supone que fue ocasionada por dos golpes de azadón. El médico sabe inmediatamente que no puede ayudarlo.
Mientras tanto, han llegado personas del pueblo y, según una vieja costumbre, desnudan al médico, que se deja llevar, y lo acuestan en la cama del paciente.. Mientras tanto, un coro escolar canta amenazante frente a la casa: “¡Y si no se cura, mátenlo!”. Entonces los dos quedan solos, y sólo los misteriosos caballos, que asoman la cabeza por las ventanas abiertas, presencian la conversación entre el médico y su paciente, que termina con la valoración del médico, que insiste en su experiencia profesional, de que "la herida no es tan grave". El médico piensa en huir. Suponiendo que el viaje de regreso será tan rápido como el de ida, se monta desnudo a uno de los dos caballos. Pero ahora los animales incontrolables se mueven “lentamente como ancianos” a través de la escarcha. El relato termina con pensamientos en parte acusatorios, en parte resignados, del médico fracasado, a merced de caballos “sobrenaturales”, sobre su propia situación (“nunca llegaré a casa así”) y sobre la situación de Rosa, la hermosa muchacha en la que “apenas se ha fijado durante años”. Su última frase lo resume así: “Basta acudir una vez a un falso llamado de la campanilla nocturna para que lo irreparable se produzca.”